# 趙玄默
趙玄默（？—？），唐朝官员、学者，曾任國子監助教。

## 生平
開元初年，日本使者請儒生授經學，國子祭酒陽嶠推薦玄默。開元五年（717年）十月抵達長安，任國子監“四門助教”。趙玄默曾與群臣向玄宗獻詩，皇帝賜予趙玄默的贊辭為：“趙玄默才比丘明，學兼儒墨，敘述微婉，講論道德。”。趙玄默時與尹知章、范行恭等齊名，號為“名儒”。